# Broadford

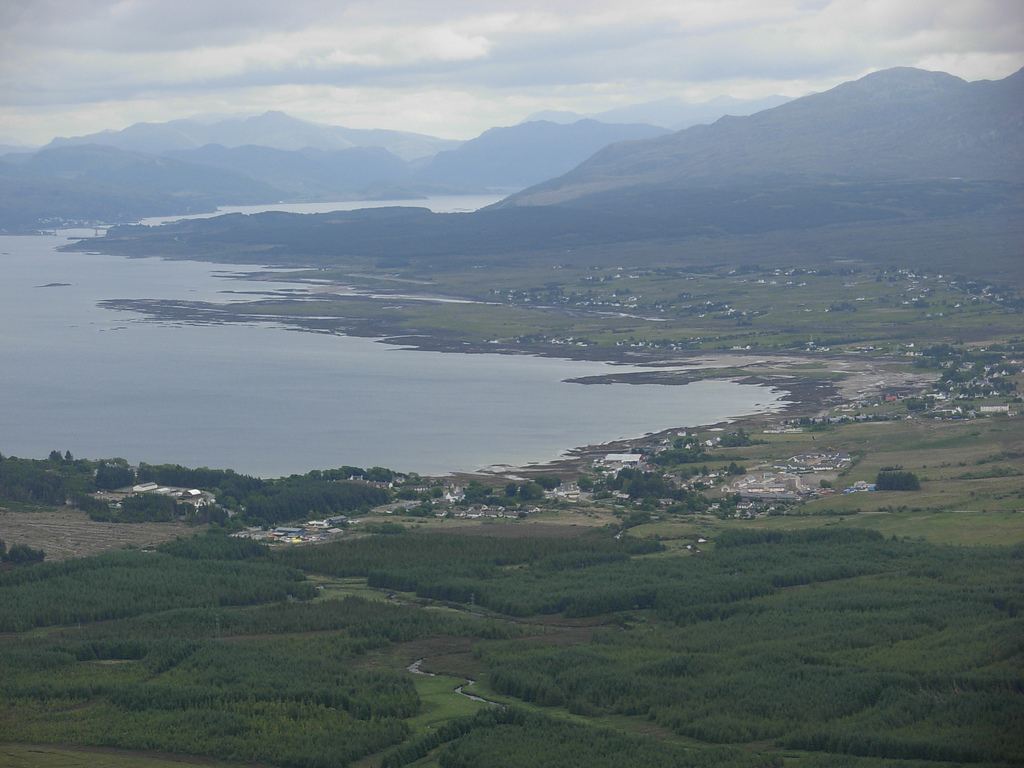
Broadford

Broadford (gael. An t-Àth Leathann) – wieś w Szkocji, na wschodnim wybrzeżu wyspy Skye na Hebrydach.